# Aeschynanthus monetarius
Aeschynanthus monetarius là một loài thực vật có hoa trong họ Tai voi. Loài này được Dunn mô tả khoa học đầu tiên năm 1920.